# Juan Pablo Mendive
Juan Pablo Mendive (Buenos Aires, 2 de junio de 1990) es un actor argentino de teatro, cine y televisión.

## Biografía
En 2013 protagonizó una publicidad llamada ¨El Hombre sin Acento¨ para el Ente de Turismo de la Ciudad de Buenos Aires, bajo la dirección de Juan Taratuto y con la participación de Mauricio Macri. También formó parte de la película Back to the Siam, de Gonzalo Roldán, junto a celebridades como Leonardo Sbaraglia, Ricardo Darín y Martina Gusmán.
En 2016, protagonizó una serie de cortometrajes llamada My Way to the Oscars, suerte de mockumentary, donde se interpreta a sí mismo como un actor argentino que se prepara para ganar un Premio Óscar.
Obtuvo una beca en la American Academy of Dramatic Arts¨ de Nueva York.
Instalado en los Estados Unidos, Debutó en el off–broadway con el musical Holiday Beat en The Actors' Temple.
Luego trabajó en diferentes proyectos teatrales en los estados de Nueva York, Connecticut y Nueva Jersey.
En 2018, participó de la serie web Immigrants Eat It. También, protagonizó el unipersonal La Chica del Crisantemo Blanco en Times Square, Nueva York. Con apoyo del Consulado Argentino, la obra se exhibió también en Mar del Plata.
En 2022, protagonizó la obra off-broadway Eva Luna basada en la novela homónima de Isabel Allende.

## Trabajos

### Cine y televisión
- 2013 - Back to the Siam
- 2018 - Immigrants eat it
- 2020 - Alberto and the Concrete Jungle

### Teatro
- 2018 - Rapiña: Four Short Stories Of Love And Predation
- 2018 - Holiday Beat
- 2018 - The Spanish Tragedy
- 2019 - Doctor Faustus
- 2021 - A Happy Country
- 2022 - Eva Luna